# Ученик
Ученик означава човек, който учи даден предмет или област в училище или в работата си. Синоним на думата е студент, която е чуждица и произлиза от латинското stŭdērĕ, която може да се преведе като човек, който се стреми към знанието или човек, който се интересува.
В българския език думата ученик най-често се използва за децата и юношите, които посещават начално, основно или средно училище, а студент се използва за хората, които учат висше образование.